# La Vie, ma vie
Pour plus de détails, voir Fiche technique et Distribution.
La Vie, ma vie (en version originale anglaise, Brad's Status) est un film américain réalisé par Mike White, sorti en 2017.

## Synopsis
Même s'il pense avoir réussi sa vie professionnelle et familiale, Brad Sloan pense que ses anciens amis d'université ont fait mieux que lui. Durant un voyage sur la côte Est pour choisir la future université de son fils Troy, il va être confronté aux réussites des uns et des autres.

## Fiche technique
Sauf indication contraire, les informations mentionnées dans cette section peuvent être confirmées par la base de données cinématographiques IMDb,  présente dans la section « Liens externes ».
- Titre original : Brad's Status
- Titre français : La Vie, ma vie
- Réalisation et scénario : Mike White
- Direction artistique : Craig K. Lewis
- Décors : Richard Hoover
- Costumes : Alex Bovaird
- Photographie : Xavier Grobet
- Montage : Heather Persons
- Musique : Mark Mothersbaugh
- Production : David Bernad, Dede Gardner, Sidney Kimmel, Brad Pitt et Mike White

Producteurs délégués : Carla Hacken, Mark Kamine et John Penotti
Coproducteur : Mark O'Connor et Dylan Tarason
- Sociétés de production : Plan B Entertainment et Sidney Kimmel Entertainment
- Sociétés de distribution : Annapurna Pictures / Amazon Studios (États-Unis), The Searchers (Belgique)
- Budget : n/a
- Pays d'origine :  États-Unis
- Langue originale : anglais
- Format : couleur
- Genre : comédie
- Durée : 101 minutes
- Dates de sortie[2] :
  -  Canada : septembre 2017 (festival international du film de Toronto)
  -  États-Unis : 15 septembre 2017
  -  France : 2019, sur Amazon Prime.

## Distribution

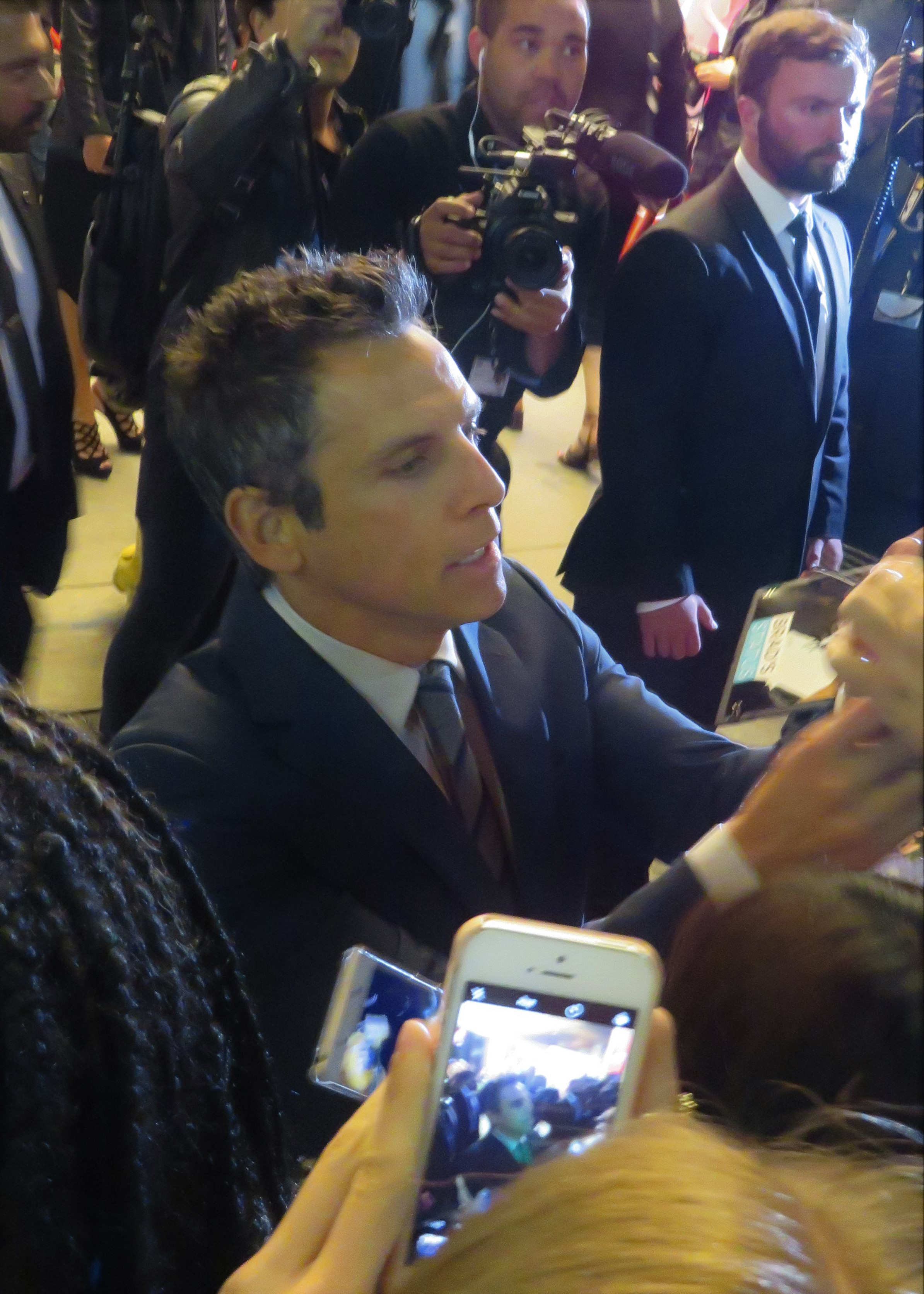
L'acteur Ben Stiller à la première du film au Festival International du Film de Toronto 2017.

- Ben Stiller : Brad Sloan
- Michael Sheen : Craig Fisher
- Jenna Fischer : Melanie Sloan
- Luke Wilson : Jason Hatfield
- Austin Abrams : Troy Sloan
- Jemaine Clement : Billy Wearsiter
- Mike White : Nick Pascale
- Jimmy Kimmel : lui-même

## Production

### Genèse et développement
En juillet 2016, il est annoncé que Plan B Entertainment, la société de Brad Pitt, développe une comédie intitulée Brad's Status, écrite et réalisée par Mike White. En octobre 2016, Amazon Studios rejoint le projet comme cofinanceur et distributeur.

### Attribution des rôles
Dès l'annonce du projet en juillet 2016, Ben Stiller est attaché au rôle principal. Il est ensuite rejoint par Michael Sheen, Luke Wilson et Jenna Fischer.

### Tournage
Le tournage débute en octobre et a lieu à Montréal.